# CONGA!!
『CONGA!!』（コンガ）は、2012年7月27日から8月27日まで宝塚歌劇団宝塚公演として宝塚大劇場にて公演、2012年9月14日から10月14日まで宝塚歌劇団東京公演として東京宝塚劇場にて宝塚歌劇団花組で上演されたレビュー作品。形式名は「ラテン・パッショネイト」上演時間は約55分、作・演出は藤井大介。
併演1幕はミュージカル・ファンタジー『サン＝テグジュペリ』－「星の王子さま」になった操縦士（パイロット）－作・演出は谷正純。であった。

## 概要
ラテンの世界をテーマにした真夏に相応しく、熱く刺激的な世界を繰り広げるレビューショー。当時、花組トップスターであった蘭寿とむの代表作に連ねる好演となり、宝塚大劇場公演中に壮一帆が次期雪組トップスターの発表、愛音羽麗の退団公演でもある。
ラテンレビューショーに多い黒塗りにて群舞に特徴のある振り付け。花組トップスター蘭寿とむにいたっては、藤井大介作品3度目となるエル・クンバンチェロである。

## 場面
構成
第一夜 エシタルセ・ノチェ（興奮の夜）
- 第1場から第5場

第二夜 ブリガ・デ・ムズィカ（音の対決）
- 第6場から第8場

第三夜 マチョ・ロマンティスモ（野郎のロマン）
- 第9場から第10場

振付:ANJU
第四夜 アニマルサルバヘ・フェスタ（野生動物たちの宴）
- 第11場から第15場

第五夜 ベルダデロ・アモル（真実の愛）
- 第16場から第17場

第六夜 バイラ！コンガ！（踊れコンガ）
- 第18場から第20場

第七夜 パシオン・ノチェ（情熱の夜）
- 第21場から第24場

## 出演
- 蘭寿とむ
- 蘭乃はな

他、宝塚歌劇団花組生徒。

## スタッフ
- 作・演出：藤井大介
- 作曲・編曲：青木朝子・手島恭子
- 音楽指揮：大谷木靖（宝塚）、西村淳（料理人ではない）（東京）
- 振付：羽山紀代美・御織ゆみ乃・若央りさ・平澤智・ANJU
- 装置：新宮有紀
- 衣装：任田幾英
- 照明：佐渡孝治
- 音響：大坪正仁
- 小道具：北垣綾
- 歌唱指導：矢部玲司
- 演出補：齋藤吉正
- 演出助手：樫畑亜依子
- 衣装補：河底美由紀
- 舞台進行：宮脇学

以下、併演作品と共通
- 舞台美術製作：株式会社宝塚舞台
- 演奏：宝塚オーケストラ（宝塚）
- 演奏コーティネート：内藤音楽事務所（東京）
- 制作：斎藤雅央
- 制作・著作：宝塚歌劇団
- 主催：阪急電鉄株式会社